# Ardente (torpediniera)
L'Ardente è stata una torpediniera di scorta della Regia Marina.

## Storia
Moderna unità della classe Ciclone, concepita appositamente per la scorta dei convogli lungo le pericolose rotte nordafricane, l'unità entrò in servizio nell'autunno del 1942 e svolse un servizio intenso ma molto breve nelle acque tra Sicilia, Libia e Tunisia.

### 1942
Da fine settembre a metà novembre 1942 l'Ardente fu impegnata nel periodo di addestramento iniziale nelle acque del Mar Tirreno settentrionale.
A metà novembre 1942 la nave fu inviata in Sicilia, in seno alla III Squadriglia Torpediniere di Scorta, ed iniziò la sua attività bellica: il 22 novembre lasciò Messina per la prima missione alla volta di Biserta.
Durante il servizio di scorta convogli toccò principalmente i porti di Tunisi, Biserta, Messina, Palermo, Napoli e, più raramente, Trapani e Pantelleria.
Il 26 novembre 1942 l'Ardente, al comando del tenente di vascello Rinaldo Ancillotti, insieme alle torpediniere Ciclone e Procione, scortò a Tunisi i piroscafi Sant'Antioco ed Honestas e la motozattera tedesca F 477 (quest'ultima aggregatasi al convoglio dopo essere partita da Trapani), proteggendoli dai continui e pesanti attacchi aerei angloamericani avvenuti durante la notte tra il 26 ed il 27 novembre: i trasporti non riportarono danni.
Nella notte del 2 dicembre 1942 l'Ardente fu inviata a recuperare i naufraghi della torpediniera Lupo, affondata alcune ore prima insieme al piroscafo Veloce – di cui stava recuperando i superstiti dopo che il trasporto era stato incendiato da aerosiluranti – dai cacciatorpediniere britannici HMS Jervis, Janus, Kelvin e Javelin: la torpediniera poté salvare solo 29 dei 164 uomini che componevano l'equipaggio della Lupo. Ultimate le operazioni di soccorso l'Ardente assunse la rotta di rientro per Palermo, dove arrivò il 4 dicembre.
Alle 10.40 del 24 dicembre dello stesso anno l'Ardente (ancora al comando del tenente di vascello Ancillotti) e la gemella Ardito salparono da Palermo per scortare a Tunisi un convoglio composto dai piroscafi Carlo Zeno e XXI Aprile e da quattro motozattere tedesche. A mezzogiorno del 25 dicembre, mentre il convoglio transitava nel golfo di Tunisi (una trentina di miglia a nord di tale città), a nordest dell'isola di Zembra, le navi vennero attaccate dal sommergibile britannico P 48: l'Ardente, insieme all'Ardito, reagì effettuando due passaggi con il lancio di cariche di profondità; la terza scarica di bombe di profondità da parte dell'Ardente colpì il sommergibile, che affondò con tutto l'equipaggio (34 uomini) nel punto 37°15' N e 10°30' E. Il convoglio giunse regolarmente a destinazione alle 15:50 dello stesso giorno.

### La collisione
Alle 17 del 10 gennaio 1943 l'Ardente salpò da Napoli insieme alla gemella Ardito, al cacciatorpediniere Camicia Nera e ad una terza torpediniera, la Clio, per scortare a Biserta le moderne motonavi Mario Roselli, Manzoni ed Alfredo Oriani. Alle 11:10 dell'11 gennaio, una settantina di miglia a settentrione di Biserta, il sommergibile britannico Umbra attaccò il convoglio lanciando un siluro, ma nessuna nave fu colpita. L'Ardente giunse a Biserta alle 18:03 del giorno stesso. Dodici minuti più tardi la torpediniera ripartì dal porto tunisino per rientrare a Palermo.
Alle 04:03 del 12 gennaio l'Ardente, a circa 4,2 miglia per Rlv. 63° da Capo San Vito, a causa delle pessime condizioni meteorologiche (notte assai scura con nuvole basse, mare agitato da ponente libeccio e piovaschi) entra in collisione col cacciatorpediniere Grecale della Regia Marina, in navigazione su rotta opposta, in missione di trasporto truppe. Nella collisione il cacciatorpediniere ebbe la prua asportata, ma non affondò. Peggior sorte toccò alla torpediniera. Lo speronamento avvenne fra la plancia ed il fumaiolo provocando: lo scoppio della caldaia nº 2, uno squarcio che si approfondiva per circa due terzi della larghezza della nave ed un violento incendio di nafta. La nave, irrimediabilmente danneggiata, affondò alle 05:45 nel punto a circa 3 miglia per 8 gradi da Punta Barone..Scomparvero in mare 118 uomini dell'Ardente: 6 ufficiali, 12 sottufficiali e 100 tra sottocapi e marinai. Di questi, 56 risultarono deceduti e 62 dispersi. Solo 44 uomini, 14 dei quali feriti, poterono essere tratti in salvo. I corpi delle vittime vennero sepolti nel cimitero di Trapani. 110 i morti del Grecale, 8 marinai italiani e 102 soldati tedeschi.
Il relitto dell'Ardente è stato ritrovato nel luglio 2007, al largo del Monte Cofano. Giace spezzato in due in acque piuttosto profonde: il troncone poppiero è adagiato sul lato sinistro, quello prodiero, di minore lunghezza, si trova in posizione capovolta.
Comandanti
Tenente di vascello Rinaldo Ancillotti (nato a Piacenza l'11 marzo 1912) (+) (settembre 1942 - 12 gennaio 1943)